# Schwerbehindertengesetz
Das Gesetz zur Sicherung der Eingliederung Schwerbehinderter in Arbeit, Beruf und Gesellschaft (Schwerbehindertengesetz – SchwbG) regelte von 1953 bis 2001 wesentliche Bereiche des Schwerbehindertenrechts in Deutschland, darunter die Feststellung des Grades der Behinderung, die Verpflichtung der Arbeitgeber zur Beschäftigung von Schwerbehinderten, der Kündigungsschutz für Schwerbehinderte, die Schwerbehindertenvertretungen in Unternehmen sowie die Werkstätten für behinderte Menschen und die unentgeltliche Beförderung im Nahverkehr. 2001 wurde es durch das Neunte Buch Sozialgesetzbuch abgelöst.

## Geschichte
Seit der Weimarer Republik gab es gesetzliche Regelungen für Nachteilsausgleiche von Schwerbeschädigten, die zunächst das Ziel verfolgten, die große Zahl an Kriegsversehrten des Ersten Weltkriegs in das bürgerliche Leben wieder einzugliedern. Das Gesetz über die Beschäftigung Schwerbeschädigter – Schwerbeschädigtengesetz – vom 6. April 1920 war eine spezialgesetzliche Ausprägung des Rechts auf Arbeit gemäß Art. 163 der Weimarer Reichsverfassung. Es erfasste auch die Opfer von Arbeitsunfällen. und Blinde. Damit wurde eine Beschäftigungspflicht der Arbeitgeber zugunsten der Schwerbeschädigten eingeführt, soweit sie mehr als 20 Arbeitnehmer beschäftigten. Das Ziel war, zwei Prozent aller Arbeitsplätze für Schwerbeschädigte zur Verfügung zu stellen. Die Einstellungspflicht war flankiert durch eine Aufsichts- und Kontrollbefugnis der zuständigen Behörden. Zur Kündigung des Arbeitsverhältnisses durch den Arbeitgeber musste die Hauptfürsorgestelle zustimmen.
Das Schwerbeschädigtengesetz in der Fassung vom 12. Januar 1923 wurde in der Bundesrepublik Deutschland durch das Schwerbeschädigtengesetz vom 16. Juni 1953 abgelöst. Durch das Gesetz zur Weiterentwicklung des Schwerbeschädigtenrechts vom 24. April 1974 erhielt das Gesetz schließlich die neue Bezeichnung Schwerbehindertengesetz. Mit dem neuen Recht änderte sich erstmals dessen Orientierung von einem entschädigenden kausalen System der sozialen Sicherung, das bestimmte Ursachen der Behinderung voraussetzt, hin zu einem finalen System, das beim Vorliegen bestimmter gesundheitlich bedingter Nachteile bestimmte Ziele verfolgt und dem Betroffenen Rechte gewährt, die unabhängig vom Grund seiner Benachteiligung geltend gemacht werden können. Gleichzeitig galt das Gesetz nicht mehr länger nur für Deutsche, sondern für alle Menschen mit Behinderungen. Das Schwerbehindertengesetz wurde durch das Gesetz zur Sicherung der Eingliederung Schwerbehinderter in Arbeit, Beruf und Gesellschaft in der Fassung der Bekanntmachung vom 26. August 1986 neu gefasst. Seine Regelungen werden teils dem Arbeitsrecht, teils dem Sozialrecht zugerechnet.
Zum 1. Juli 2001 wurde das Schwerbehindertengesetz in das Sozialgesetzbuch eingegliedert und ist seitdem Bestandteil des Neunten Buches Sozialgesetzbuch, das über die bisherigen Regelungen des Schwerbehindertengesetzes hinaus auch allgemeine Vorschriften zur Rehabilitation behinderter Menschen enthält, welche immer dann eingreifen, wenn es keine spezielleren Regelungen in den anderen Büchern des Sozialgesetzbuchs gibt.